# Fighting Back
Fighting Back er en amerikansk stumfilm fra 1917 af Raymond Wells.

## Medvirkende
- William Desmond
- Claire McDowell
- Jack Richardson
- Curley Baldwin som Alama Sam
- Pete Morrison som Pete